# Tentyria cylindrica
Tentyria cylindrica es una especie de escarabajo del género Tentyria, tribu Tentyriini, familia Tenebrionidae. Fue descrita científicamente por Solier en 1835.

## Descripción
Mide 13,3 milímetros de longitud. Es de color negro, ligeramente brillante y ovalado.

## Distribución
Se distribuye por Grecia, Chipre (en la ciudad de Lárnaca).